# Empis barotse
Empis barotse är en tvåvingeart som beskrevs av Smith 1969. Empis barotse ingår i släktet Empis och familjen dansflugor. Inga underarter finns listade i Catalogue of Life.